# Hustlin'
"Hustlin'" je drugi singl repera Ricka Rossa s njegovog debitantskog albuma Port of Miami. Pjesma je kao singl objavljena u formatu CD singla, 12" inčnog singla i digitalnog downloada, 6. lipnja 2006. godine. Producenti pjesme su duo The Runners. Na službenom remixu pjesme gostuju Jay Z i Young Jeezy, koji se također nalazi na albumu. Pjesma se nalazi i na miksanom albumu Lil Waynea, Dedication 2. Na još jednom remixu pjesme gostuju Lil Wayne, Jay Z, T.I., Busta Rhymes, Remy Ma, Young Jeezy, Z-Ro i Lil' Flip. Singl je u Sjedinjenim Američkim Državama prodan u preko 1.600.000 primjeraka, te je zaradio platinastu certifikaciju.

## Popis pjesama
| Br. | Skladba                   | Trajanje |
| --- | ------------------------- | -------- |
| 1.  | »Hustlin'« (Explicit)     | 4:14     |
| 2.  | »Hustlin'« (Clean)        | 4:14     |
| 3.  | »Hustlin'« (Instrumental) | 4:14     |

## Top ljestvice
| Top ljestvice (2006.)                 | Završna pozicija |
| ------------------------------------- | ---------------- |
| SAD (Billboard Hot 100)               | 1                |
| SAD (Billboard Hot R&B/Hip-Hop Songs) | 1                |
| SAD (Billboard Rap Songs)             | 1                |
| SAD (Billboard Pop 100)               | 1                |

## Nadnevci objavljivanja
| Država                     | Nadnevak        | Format                                        | Diskografska kuća                                             | Izvor |
| -------------------------- | --------------- | --------------------------------------------- | ------------------------------------------------------------- | ----- |
| Sjedinjene Američke Države | 6. lipnja 2006. | CD singl, 12" inčni singl, digitalni download | Slip-n-Slide Records Def Jam Recordings Poe Boy Entertainment | [ 5 ] |

## Vanjske poveznice
- Hustlin' na YouTubeu